# IC 5316
IC 5316 ist eine elliptische Galaxie vom Hubble-Typ E0 im Sternbild Pegasus auf der Ekliptik. Im selben Himmelsareal befindet sich u. a. die Galaxie IC 5317.
Das Objekt wurde am 25. November 1897 von Stéphane Javelle entdeckt.